# Sauerstoffinhibitionsschicht
Die Sauerstoffinhibitionsschicht bzw. die Dispersionschicht ist ein Phänomen bei der Verarbeitung von Komposit (Kunststoff) als Zahnfüllungsmaterial: Wo das Komposit dem Luftsauerstoff ausgesetzt ist, härtet die oberste Schicht eben aufgrund des Sauerstoffzutrittes nicht vollständig aus. Sie polymerisiert erst aus, wenn die nächste Schicht von Komposit aufgetragen wird, da dann kein Sauerstoff mehr herankommt. Die Dispersionsschicht der letzten Komposit-Lage wird beim Ausarbeiten entfernt. Komposit muss also immer im Überschuss gestopft werden.
Ohne eine Dispersionsschicht wäre Komposit nicht nachlegbar, das heißt: Nacheinander aufgebrachte Kompositschichten würden sich nicht miteinander verbinden, und die Inkrementtechnik (= Schichttechnik) wäre nicht möglich.